# Makró
A makró az informatikában a felhasználó által egy adott programon belül létrehozott szoftverek egyik típusa. A makró fő feladata az, hogy az ismétlődő feladatok elvégzését megkönnyítse, például lehetővé teszi több parancs kiadását egyetlen lépésben.
A makró programkódja megírható közvetlenül is, de makró általában létrehozható úgy is, hogy a felhasználó elindít egy makrórögzítést, elvégzi a feladatokat, majd megállítja a rögzítést. Az így rögzített lépések során létrejön a programkód, amit lefuttatva a rögzítés során elvégzett lépések történnek meg. A rögzített kód utólag is módosítható.
A Microsoft Office programoknál futtatható makrók a Visual Basic for Applications nyelvet használják.